# インターネットインフィニティー
株式会社インターネットインフィニティー（internetinfinity .INC）は、東京都千代田区に本社を置く高齢者向け介護予防サービス店舗のフランチャイズチェーン展開・インターネットサービス会社。ケアマネジャーに専門特化したポータルサイトを運営しており、マーケティング支援やリサーチを行っている。

## 概要
リハビリ型デイサービス「レコードブック」のフランチャイズ本部や介護保険制度の対象となる訪問介護、福祉用具貸与・販売、通所介護、短期入所生活介護、居宅介護支援事業を展開している。ケアマネジャー専用ポータルサイト「ケアマネジメント・オンライン」や仕事と介護の両立支援サービス「わかるかいごbiz」の運営も行っている。

## 沿革
- 2001年（平成13年） - 有限会社インターネットインフィニティーを設立。
- 2002年（平成14年） - 介護事業に参入。
- 2005年（平成17年） - ケアマネジメント・オンラインを開設。
- 2009年（平成21年） - 株式会社アイレップより介護医療専門の人材紹介及び有料老人ホーム紹介センター運営の株式会社あいけあ 株式100％を取得し、子会社化。
- 2010年（平成22年） - 株式会社あいけあと合併し東京都中央区築地に本社移転。
- 2011年（平成23年） - シルバーフィットネスレコードブック事業を開始。
- 2014年（平成26年） - レコードブックのフランチャイズ加盟店募集を開始。
- 2015年（平成27年） - 株式会社日本ケアサプライと資本業務提携。
- 2015年（平成27年） - 大同生命保険株式会社と民間介護保険分野にて包括的資本業務提携[1]。
- 2015年（平成27年） - キユーピー株式会社と高齢者向け食品分野にて資本業務提携[2]。
- 2017年（平成29年） - 東証マザーズに上場[3]。
- 2018年（平成30年） - 東京都中央区から東京都品川区へ本社を移転。
- 2021年（令和3年） - 福祉用具貸与及び販売、高齢者向け住宅改修事業を展開する株式会社フルケアの株式100％を取得し子会社化
- 2022年（令和4年） - 在宅サービス事業等を会社分割（簡易吸収分割）により100%子会社の株式会社カンケイ舎に承継
- 2022年（令和4年） - 東京証券取引所の市場区分の見直しに伴い、グロース市場に移行
- 2022年（令和4年） - 住宅リフォーム業を営む株式会社正光技建の株式100％を取得し子会社化
- 2023年（令和5年） - 東京都千代田区二番町に本社を移転
- 2024年（令和6年） - レコードブック事業を会社分割（簡易吸収分割）により100%子会社の株式会社レコードブックに承継